# Ayo Locucio

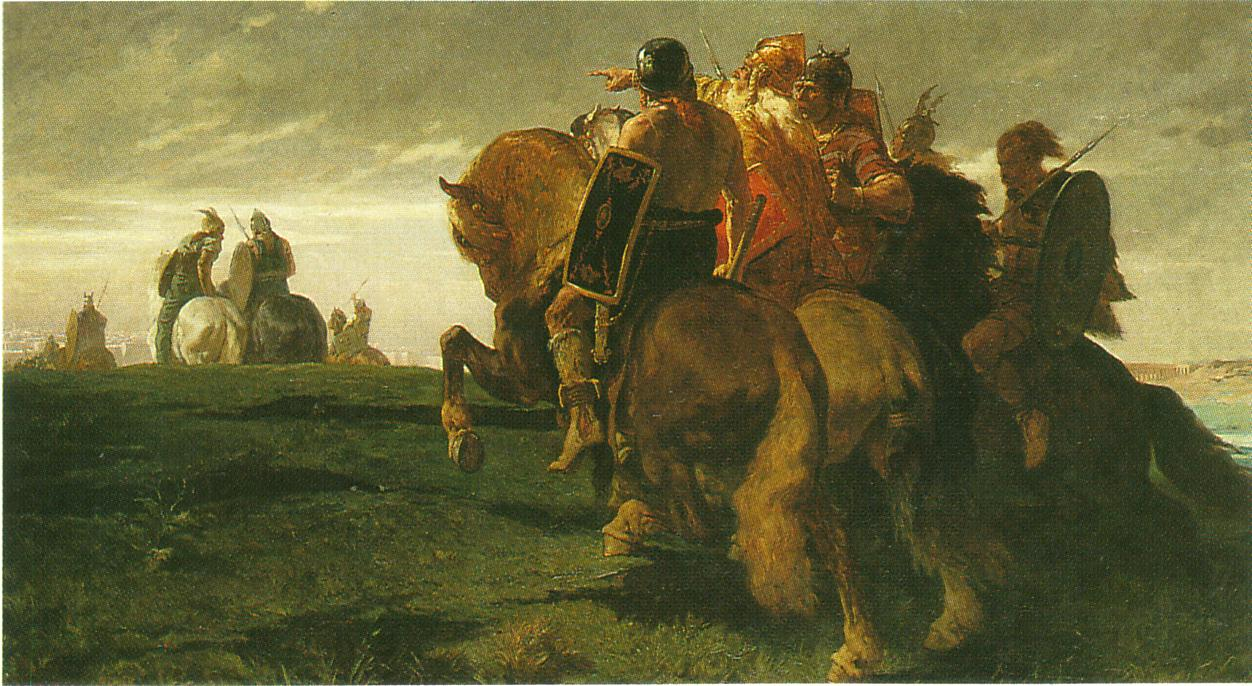
Representación artística de los galos acercándose a Roma por Évariste Vital Luminais.

Ayo Locucio (en latín Aius Locutius o Aius Loquens) fue una deidad romana asociada a la invasión gala de Roma en el año 390 a. C. 
Según la leyenda, un plebeyo romano llamado Marco Cedicio oyó de noche una voz sobrenatural que emanaba de la arboleda sagrada de Vesta, al pie de la colina palatina. Esta le advertía del inminente ataque galo y le recomendó reforzar las murallas de Roma. Sin embargo, debido a la humilde condición del mensajero, la advertencia fue ignorada y los galos tomaron e incendiaron toda Roma salvo el Capitolio que, según la historiografía romana, resistió.
Una vez que los galos fueron derrotados, el senado construyó un templo y un altar (conocido como Ara Aius Locutius o Ara Saepta) para ganarse el favor de la deidad desconocida que había hecho la advertencia en el mismo lugar donde Cedicio había oído la voz. 
En el amplio contexto de la religión oficial romana, Aius Locutius es excepcional, pues los dioses hablaban a través de escritos crípticos como los libros sibilinos, de oráculos o de señales como fenómenos meteorológicos o el vuelo de las aves que los augures habían de interpretar. También podían enviar señales de fortuna a sus protegidos o hablar en privado con ellos en sueños. En cambio, Ayo Locucio dio instrucciones claras y urgentes de una manera directa.